# Iowa (Louisiana)
Iowa és una població dels Estats Units a l'estat de Louisiana. Segons el cens del 2000 tenia 2.663 habitants.

## Demografia
Segons el cens del 2000, Iowa tenia 2.663 habitants, 963 habitatges, i 727 famílies. La densitat de població era de 332,7 habitants/km².
Dels 963 habitatges en un 39,9% hi vivien nens de menys de 18 anys, en un 55% hi vivien parelles casades, en un 16,4% dones solteres, i en un 24,5% no eren unitats familiars. En el 21,1% dels habitatges hi vivien persones soles el 9% de les quals corresponia a persones de 65 anys o més que vivien soles. El nombre mitjà de persones vivint en cada habitatge era de 2,77 i el nombre mitjà de persones que vivien en cada família era de 3,21.
Per edats la població es repartia de la següent manera: un 29,9% tenia menys de 18 anys, un 9,3% entre 18 i 24, un 27,9% entre 25 i 44, un 21,8% de 45 a 60 i un 11,1% 65 anys o més.
L'edat mediana era de 34 anys. Per cada 100 dones de 18 o més anys hi havia 89,4 homes.
La renda mediana per habitatge era de 31.581 $ i la renda mediana per família de 37.102 $. Els homes tenien una renda mediana de 33.929 $ mentre que les dones 19.393 $. La renda per capita de la població era de 14.652 $. Entorn del 17,5% de les famílies i el 20,5% de la població estaven per davall del llindar de pobresa.

## Poblacions més properes
El següent diagrama mostra les poblacions més properes.